# Llista de filòsofs romans
A continuació es presenta una llista dels filòsofs romans més destacats de l'època clàssica.
| Índex A B C D E F G H I J K L M N O P Q R S T U V W X Y Z |

## A
- Agripa (filòsof)
- Paconi Agripí
- Andrònic de Rodes
- Antoní (filòsof)
- Apol·lònides d'Útica
- Luci Appuleu
- Àrria (filòsofa)
- Aspasi (filòsof)
- Àtal (filòsof)
- Tit Pomponi Àtic

## B
- Quint Lucili Balb
- Gai Blosi
- Boet Sidoni
- Boet (filòsof estoic), filòsof estoic grec
- Boet (filòsof epicuri), filòsof epicuri i geòmetra grec.
- Boet (filòsof platònic), filòsof platònic i gramàtic grec.

## C
- Cerèl·lia
- Gai (filòsof)
- Cane, Juli
- Càrmides (filòsof)
- Caci
- Catul Cinna
- Ciceró
- Luci Anneu Cornut
- Luci Crassici
- Crescens

## F
- Papiri Fabià
- Favorí d'Arle
- Publi Nigidi Fígul

## H
- Hèril
- Hostili (filòsof)

## J
- Junc

## L
- Luci d'Etrúria
- Quint Lucili Balb

## M
- Moderat de Gades

## N
- Publi Nigidi Fígul

## O
- Ocel Lucà
- Publi Octavi

## P
- Paconi Agripí
- Papiri Fabià

## R
- Quint Juni Rústic (cònsol 162)

## S
- Quint Sexti (filòsof)
- Sext Africà
- Sèneca